# Graffignana
Graffignana (lombardul: Grafgnàna) település Olaszországban, Lombardia régióban, Lodi megyében. Lakosainak száma 2619 fő (2024. november 9.). Graffignana Miradolo Terme, Sant’Angelo Lodigiano, Borghetto Lodigiano, San Colombano al Lambro és Villanova del Sillaro községekkel határos.

## Népesség
A település lakossága az elmúlt években az alábbi módon változott:
| Lakosok száma | 2616 | 2612 | 2619 |
|               | 2017 | 2018 | 2024 |

## Híres graffignanaiak
- Luigi Carlo Borromeo (1893–1975), Pesaro püspöke (1952–1955)